# Bushiroad
Bushiroad Inc. (ブシロード Bushirōdo?), es una compañía japonesa de entretenimiento productora de juegos de cartas coleccionables y cromos, creadora de aplicaciones y juegos móviles, artículos promocionales, entre otros negocios, fundada en 2007 por Takaaki Kidani y con sede en Tokio. Bushiroad creó y es propietaria de la franquicia de medios Tantei Opera Milky Holmes. Desde 2019, Bushiroad cotiza en la Bolsa de Tokio.
El 29 de enero de 2012, Bushiroad anunció que había adquirido completamente New Japan Pro-Wrestling, una importante promoción de lucha libre profesional, por ¥ 500 millones. Siete años después, adquirió World Wonder Ring Stardom, una promoción de lucha libre femenina.
En el Tokyo Game Show de 2012, Bushiroad anunció Bushimo, una nueva plataforma de juegos sociales para teléfonos inteligentes, que se lanzó en el invierno de 2012.
En marzo de 2013, Bushiroad anunció el resurgimiento de la franquicia de medios Neppu Kairiku Bushi Road, con una serie de televisión de anime que se emitió a partir del 31 de diciembre de 2013 como una colaboración entre Bushiroad, Bandai Visual, Nitroplus y Kinema Citrus.
Bushiroad presentó una revista mensual en septiembre de 2013 titulada Monthly Bushiroad (月刊ブシロード, Gekkan Bushirōdo), la cual contaba con serializaciones de manga de sus diversos juegos de cartas coleccionables y otras franquicias.
Bushiroad creó la franquicia de medios BanG Dream! en enero de 2015, que consiste en un grupo musical, varias series de manga y una serie de televisión de anime. También creó la franquicia de medios Shōjo Kageki Revue Starlight en 2017, que consiste en un musical y una serie de televisión de anime.
El 12 de diciembre de 2019, Bushiroad y Kadokawa adquirieron cada uno de ellos un total de 31.8% de Kinema Citrus. Las tres compañías anunciaron previamente una asociación en el mismo año para la creación de diferentes animes, y una de las razones del acuerdo se debió a esa asociación y un día después Bushiroad anunció que había adquirido el 8.2% de Sanzigen, con Ultra Super Pictures siendo propietaria del 75.4% de Sanzigen y el presidente del estudio, Hiroaki Matsuura, del restante 16.4% de la compañía.

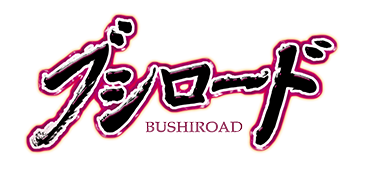
Logo de Bushiroad (2007–2017)

## Visión general
Al comienzo, la compañía estaba asociada en seis subgrupos distintos que luego se fusionaron en una sola entidad. Las dos compañías más importantes que extendieron el mercado global de la compañía estaban en una filial que se creó el 12 de noviembre de 2010 para expandir la compañía al mercado en el extranjero para los juegos de cartas coleccionables. El 18 de mayo de 2012, Bushiroad estableció una filial llamada Bushiroad USA Inc., que se encuentra en Los Ángeles, California, para ayudarlos a exigir y aumentar el interés en la empresa en esos mercados. La compañía también tiene una gran cantidad de tiendas que ofrecen sus productos en Australia, Canadá, China, Francia, Alemania, Reino Unido, Colombia y Hong Kong.
- Bushiroad USA, Inc.

Bushiroad USA Inc. se estableció en Los Ángeles, California, el 18 de mayo de 2012, para atender mejor la creciente demanda e interés en los productos de Bushiroad tanto de jugadores como de minoristas en los Estados Unidos.
- Bushiroad International Pte., Inc.

Bushiroad International Pte Ltd se estableció en Singapur el 12 de noviembre de 2011 para expandir el mercado de juegos de cartas de Bushiroad en el extranjero. La compañía se conocía anteriormente como Bushiroad South East Asia Pte Ltd antes de que se adoptara el nombre actual en agosto de 2017.
- Bushiroad Creative, Inc.

El 27 de febrero de 2015, Bushiroad formó una filial para ayudar a la compañía con las ventas comerciales. En mayo de 2016, Bushiroad cambió el nombre de Alcard Co., Ltd. a Bushiroad Creative y actualmente está encabezado por Kosuke Narita y trasladaron su sede de Warabi, Saitama a Nakano, Tokio. La compañía también ayuda a la compañía principal con las ventas de merchandising.
- Bushiroad Media, Inc.

Se especializa en la distribución de contenidos a través de la radio, medios digitales e impresos. Publica y edita la revista Monthly Bushiroad junto con su manga que Kadokawa distribuye en el mercado, hace programas de televisión y también planifica y produce productos. También es la agencia interna del Grupo Bushiroad.
- Bushiroad Music, Inc.

Opera un negocio de música y maneja actividades como la planificación, producción y venta de contenidos musicales. Bushiroad Music también está muy involucrado en la producción de eventos en vivo.
- HiBiKi, Inc.

Se especializa en la producción y distribución de programas de radio por Internet y administra una agencia de actuación de voz. HiBiKi es una agencia de actuación de voz y tiene la estación de radio HiBiKi, que es una estación de radio por Internet que distribuye programas promocionales de los diversos contenidos de Bushiroad, como anime, juegos, actores y actrices de voz. 
- Bushiroad Fight Co., Ltd.

Bushiroad Fight es una compañía del Grupo Bushiroad fundada en 2016 que posee varias compañías deportivas, tales como, KNOCK OUT y World Wonder Ring Stardom.
- New Japan Pro-Wrestling Co., Ltd.

## Juegos y productos

### Franquicias multimedia
Estos son proyectos crossmedia originales de la compañía que están disponibles en diferentes medios como manga, anime, juegos y eventos en vivo.
- Tantei Opera Milky Holmes

A partir de 2010, tiene una unidad de actores de voz para actuaciones en vivo, un anime, novela ligera, manga y juegos.
- BanG Dream!

Creado en 2015, tiene un anime, manga, un juego móvil y bandas compuestas por los actores de voz de los personajes que actúan en eventos en vivo con instrumentos y también lanzan álbumes de música y sencillos.
- Revue Starlight

A partir de 2017, tiene una unidad con actores de voz para musicales, un anime, manga, un programa de radio y un juego móvil.
- Dig Delight Direct Drive DJ

Un nuevo proyecto de Bushiroad que comenzó en 2019, tiene un anime, un juego y también actuaciones de DJ en vivo.

### Juegos de cartas coleccionables
- AlicexCross
- Cardfight!! Vanguard
- ChaosTCG
- Dragoborne -Rise to Supremacy-
- Five Qross
- Future Card Buddyfight
- Jewelpet Trading Card Game
- King of Pro-Wrestling
- Luck & Logic
- Monster Collection
- Victory Spark
- Weekly Shonen Sunday V.S. Weekly Shonen Magazine
- Weiß Schwarz

### Videojuegos publicados
Juegos publicados a través de su servicio de juegos de teléfonos inteligentes sociales Bushimo.
- BanG Dream! Girls Band Party!
- Case Closed Runner: Race to the Truth
- Crayon Shin-chan: The Storm Called! Flaming Kasukabe Runner![12][13]
- Chaos Online
- Tantei Opera Milky Holmes
- Tap Logic ～TAP! Luck ＆ Logic～
- Senki Zesshō Symphogear XD Unlimited
- The Prince of Tennis Rising Beat
- Click! Kaitou Teikoku
- Bound Monsters
- Ren'ai Replay
- Kindan Shoukan! Summon Monster
- Love Live! School Idol Festival
- KamiKari: Demons x Trigger
- Dragon Strike
- Kemono Friends Pavilion
- Cardcaptor Sakura Happiness Memories
- Cardfight!! Online (cancelled project)
- Shōjo Kageki Revue Starlight: Re LIVE

### Productos adquiridos
- Neppu Kairiku Bushi Road
- New Japan Pro-Wrestling (Adquirido de Yuke's)
- World Wonder Ring Stardom (Adquirido de Rossy Ogawa)